# Paratacamite
La paratacamite è un minerale. Il nome deriva dal greco, e significa "somigliante all'atacamite".

## Abito cristallino
Il minerale si presenta in masse granulari verdi o incrostazioni. I cristalli sono rari, di colore verde scuro.

## Origine e giacitura
Uguale all'atacamite.

## Forma in cui si presenta in natura
In masse, in incrostazioni e cristalli verdi.

## Proprietà chimiche e fisiche
Facilmente solubile negli acidi.

## Miniere principali e luoghi di ritrovamento
Oltre in Cile si trova anche nelle miniere di Botallack (Cornovaglia), a Broken Hill (Australia). In italia si trova a Capo Calamita nell'isola d'Elba.

## Il problema di distinguere la paratacamite dall'atacamite
Per distinguere i due tipi di minerali bisogna studiare lo spettro di diffrazione dei vari campioni, tuttavia pochi campioni sono stati esaminati in questa maniera.